# Нодигеду (Сасари)
Нодигеду је насеље у Италији у округу Сасари, региону Сардинија.
Према процени из 2011. у насељу је живело 16 становника. Насеље се налази на надморској висини од 13 м.